# Уругвај на Светском првенству у атлетици у дворани 2018.
Уругвај је учествовао на 17. Светском првенству у атлетици у дворани 2018. одржаном у Бирмингему од 1. до 4. марта дванаести пут. Репрезентацију Уругваја представљао је један атлетичар, који се такмичио у скоку удаљ.,
На овом првенству такмичар из Уругваја није освојио ниједну медаљу али је остварио најабољи резултат сезоне.

## Учесници
Мушкарци:
- Емилијано Ласа — Скок удаљ

## Резултати

### Мушкарци
| Атлетичар      | Дисциплина | Лични рекорд | Финале   | Финале  | Детаљи |
| Атлетичар      | Дисциплина | Лични рекорд | Резултат | Место   | Детаљи |
| -------------- | ---------- | ------------ | -------- | ------- | ------ |
| Емилијано Ласа | Скок удаљ  | 7,94 НР      | 7,72 ЛРС | 12 / 15 |        |